# Radotín
Radotín (in tedesco Radotin) è un comune della Repubblica Ceca facente parte del distretto di Přerov, nella regione di Olomouc.